# Edward Goodrich Acheson
Edward Goodrich Acheson (ur. 9 marca 1856 w Washington, zm. 6 lipca 1931 w Nowym Jorku) – amerykański inżynier i chemik, wynalazca karborundu i metody otrzymywania grafitu (pieca Achesona).

## Życiorys
Urodził się w Waszyngtonie (Pensylwania) jako syn kupca i kierownika huty Williama Achesona oraz Sarah Diany Ruple. Acheson przez 3 lata uczęszczał do Akademii Bellefonte w hrabstwie Center (Pensylwania), koncentrując się na badaniach geodezyjnych. W 1872 r., w wieku 16 lat, jego formalna edukacja została nagle przerwana na skutek paniki finansowej (giełdowej) tego roku i pogarszającego się stanu zdrowia ojca. Acheson zaczął pracować jako chronometrażysta w Monticello Furnace, hucie żelaza prowadzonej przez jego ojca, gdzie opracował swój pierwszy wynalazek, wiertarkę do wydobycia węgla. To dało mu pierwszy patent, gdy miał 17 lat, ale urządzenie było niewygodne w użyciu i niestety nie odniosło sukcesu komercyjnego.

## Kariera
Jego inżynierski talent odkrył Thomas Edison, który skierował go do pracy w Menlo Park (12 września 1880 r.). Acheson pracował tam (pod kierownictwem Johna Kruesiego) nad otrzymaniem przewodzącego węgla, który Edison mógłby zastosować w swoich elektrycznych żarówkach.
W 1884 r. Acheson opuścił firmę Foresterów i został kierownikiem zakładu produkującego lampy elektryczne. Tam też rozpoczął badania nad otrzymaniem materiałów ściernych, między innymi sztucznych diamentów, w piecu elektrycznym. To właśnie w trakcie tych eksperymentów, na skutek podgrzania mieszaniny glinki i koksu w żelaznym zbiorniku z węglowymi elektrodami, przy elektrodzie powstał lśniący, heksagonalny kryształ węgliku krzemu (karborundu).
Acheson opatentował karborund 28 lutego 1893 r. W okresie międzywojennym odkrycie węgliku krzemu uznane zostało przez amerykańskie biuro patentowe za jedno z 22 kluczowych dla rozwoju przemysłu.
W 1891 r., za namową Edisona, Acheson wybudował elektrownię w Port Huron, a wytworzoną elektryczność zużywał, między innymi, do eksperymentów z wynalezionym karborundem.

## Upamiętnienie
W 1997 r. został włączony do amerykańskiego Narodowego Pocztu Wynalazców.